# Gegantó Torres
El gegantó Torres és una figura que representa Albert Torres, antic president de la Federació de Carrers de la Festa Major de Gràcia. Va vestit amb una camisa rosada i corbata de tons taronja, i porta una crosseta a la mà amb la samarreta de la festa major, que li canvien cada any.
La iniciativa de construir el gegantó fou de la Federació de la Festa Major de Gràcia (avui Fundació Festa Major de Gràcia), que va voler homenatjar el qui havia estat president de l'entitat durant gairebé vint anys. Rebé l'encàrrec l'artista gracienca Àngels Jutglar, que ja havia fet més figures de Gràcia, i el deixà enllestit el 2007. El van estrenar aquell any mateix, durant la festa de Sant Roc, el dia 16 d'agost.
El gegantó Torres té una funció important dins la festa del barri: és l'encarregat de presentar cada any la samarreta que es dissenya per a la celebració, i també els carrers, places i espais que acolliran les activitats durant els dies de festa. Tot plegat, en un acte que es fa l'últim divendres de juliol. El gegantó hi fa un ball; després, la presidenta de la Fundació de la Festa Major de Gràcia, el regidor i el president del Districte substitueixen la samarreta de l'any anterior per la nova i, tot seguit, torna a ballar.
La figura també és ben present durant els dies de la festa major, especialment en l'homenatge a Sant Roc i en la cercavila que s'hi fa. El gegantó Torres és ballat per l'Assoaciació Geganters de Gràcia.